# Élections européennes de 2014 en Estonie
Les élections européennes de 2014 ont eu lieu entre le 22 et le 25 mai selon les pays, et le dimanche 25 mai 2014 en Estonie. C'étaient les premières élections depuis l'entrée en vigueur du Traité de Lisbonne qui a renforcé les pouvoirs du Parlement européen et modifié la répartition des sièges entre les différents États-membres. Néanmoins, les Estoniens ont élu le même nombre de députés européens qu'auparavant, soit 6.

## Mode de scrutin
Lors de ces élections peuvent voter les citoyens de l'Union européenne âgés de 18 ans ou plus au jour du scrutin et dont l'adresse est inscrite dans le registre de la population. Les personnes ayant été privées de leur capacité juridique ou purgeant une peine dans un établissement pénitentiaire, ne peuvent pas voter.
L'âge minimum pour l'éligibilité en Estonie est de 21 ans. Les membres des forces armées sont dépourvus du droit de vote.
Les électeurs estoniens peuvent voter par internet au moyen d'une signature numérique jusqu'à quatre jours avant les jours des élections.
Les députés estoniens sont élus selon le principe de la représentation proportionnelle, dans une circonscription unique à l'échelle du pays.  Il n'existe par ailleurs aucun seuil électoral. Les sièges sont répartis selon la méthode d'Hondt. Contrairement au scrutin de 2009, le scrutin de 2014 utilise des listes « ouvertes ». La désignation des élus parmi les candidats des listes ayant obtenu des sièges se fait sur la base du nombre de voix obtenues par les différents candidats de la liste, et non sur la base d'un ordre préétabli avant le scrutin.

## Campagne
La liste des candidats pour les élections européennes de 2014 a été entérinée par la commission élection d'Estonie le 15 avril 2014. La commission a validé les candidatures de 88 personnes, dont 16 candidats sans étiquette. Cinq partis (Parti de la Réforme, Parti du centre, Union de la patrie et Res Publica, Parti social-démocrate, Parti conservateur populaire estonien) présentent des listes complètes (12 candidats), trois des listes incomplètes.

### Sondages
| Date             | Institut | IRL  | ER   | EK   | SDE  | Tarand | EKRE | Autres |
| ---------------- | -------- | ---- | ---- | ---- | ---- | ------ | ---- | ------ |
| 26.03-16.04-2014 | TNS Emor | 17 % | 16 % | 16 % | 16 % | 11 %   | 3 %  | -      |

### Thèmes
Ces élections sont considérés comme un test pour le gouvernement de coalition du Premier ministre Andrus Ansip, au pouvoir depuis 2005, et membre du Parti de la réforme d'Estonie, avant les élections législatives de 2015. Une attention toute particulière doit être portée aux eurosceptiques du Parti populaire conservateur (EKRE), fondé en 2012. Ce parti, fondé et dirigé par l'historien et ancien candidat au Parlement européen, Mart Helme, a en effet fait de son opposition à l'appartenance de l'Estonie à l'UE un point majeur de son programme. 
Un autre sujet important est la politique migratoire de l'UE. Martin Helme, fils du dirigeant du EKRE et membre de la direction du parti, a provoqué de nombreuses protestations, après avoir demandé lors d'une émission de télévision, de mettre « les Noirs à la porte » (« Kui on must, näita ust »).

## Résultats

### Répartition
| Parti / Candidat | Parti / Candidat                       | Tête de liste   | Groupe au PE | Voix   | %    | Sièges | +/- |
| ---------------- | -------------------------------------- | --------------- | ------------ | ------ | ---- | ------ | --- |
|                  | Parti de la réforme d'Estonie          | Andrus Ansip    | ADLE         | 79 854 | 24,3 | 2      | +1  |
|                  | Parti du centre d'Estonie              | Edgar Savisaar  | ADLE         | 73 424 | 22,4 | 1      | -1  |
|                  | Union de la patrie et Res Publica      | Tunne Kelam     | PPE          | 45 755 | 13,9 | 1      | =   |
|                  | Parti social-démocrate                 | Marju Lauristin | S&D          | 44 562 | 13,6 | 1      | =   |
|                  | Indrek Tarand                          |                 | Verts/ALE    | 43 373 | 13,2 | 1      | =   |
|                  | Parti populaire conservateur d'Estonie | Martin Helme    |              | 13 248 | 4,0  | 0      |     |
|                  | Tanel Talve                            |                 |              | 10 073 | 3,1  | 0      |     |

Les autres candidats ont obtenu moins de 2 % des suffrages exprimés : Silver Meikar (1,8 %), le Parti de l'indépendance estonienne (1,3 %), Kristiina Ojuland (0,9 %), Krista Mulenok (0,4 %), Les Verts (0,3 %), Rene Kuulmann (0,2 %), Jevgeni Krištafovitš (0,2 %), Imre Mürk (0,1 %), Olga Sõtnik (0,1 %), le Parti de la gauche unie estonienne (0,1 %), Svetlana Ivnitskaja (0,1 %), Taira Aasa, Roman Ubakivi, Dmitri Silber, Andres Inn, Lance Gareth Edward Boxall et Joeri Wiersma (0,0 %).

### Analyse
Avec une participation de 36,52 % les Estoniens se sont bien moins rendus aux urnes qu'en 2009, où la participation avait été de 43,88 %.
Le Parti du centre qui avait remporté un quart des voix en 2009 et remporté deux sièges, s'est vu dépasser lors de ces élections par le Parti de la réforme, à qui il a dû céder un siège. Les deux autres partis ayant chacun remporté un siège en 2009, l'Union de la patrie et Res Publica et le Parti social-démocrate, ont pu le conservé lors de ces élections, réalisant des scores similaires. Quant à l'eurodéputé indépendant sortant Indrek Tarand, tout en s'assurant de sa réélection, il a perdu plus de douze points et est passé de la seconde à la sixième place. Enfin, le très eurosceptique Parti populaire conservateur a connu un échec majeur en ne rassemblant que 4 % des suffrages, faisant de l'Estonie l'un des plus pays où les forces politiques eurosceptique ont réalisé leur plus mauvais score.

## Députés élus
- Andrus Ansip (Parti de la réforme d'Estonie), premier-ministre (2005-2014)
- Indrek Tarand, réélu
- Marju Lauristin (Parti social-démocrate)
- Yana Toom (Parti du centre d'Estonie)
- Kaja Kallas (Parti de la Réforme), fille du vice-président de la Commission Barroso I et de la Commission Barroso II, Siim Kallas
- Tunne Kelam (Union de la patrie et Res Publica), réélu